# Automolis incensa
Automolis incensa là một loài bướm đêm thuộc phân họ Arctiinae, họ Erebidae.